# Norma Auto Concept
La Norma Auto Concept (o semplicemente Norma) è una azienda costruttrice di vetture sportive francese con sede a Saint-Pé-de-Bigorre e fondata nel 1984 da Norbert Santos e Marc Doucet cui nomi hanno dato il nome alla marca (Nor-Ma).
Il marchio è noto per i suoi modelli sport prototipi per le gare di durata e le cronoscalate.

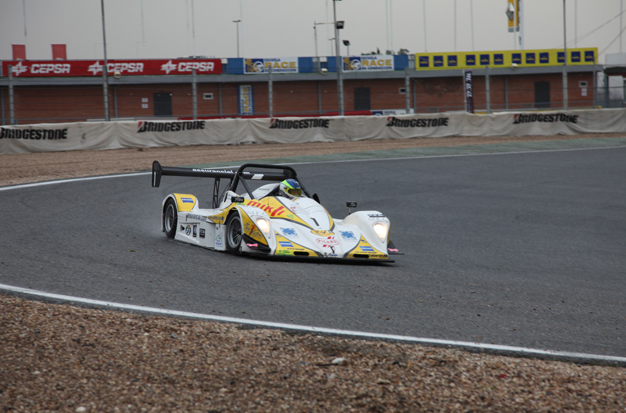
David Zollinger su una Norma M20F, circuito di Jarama (2010)

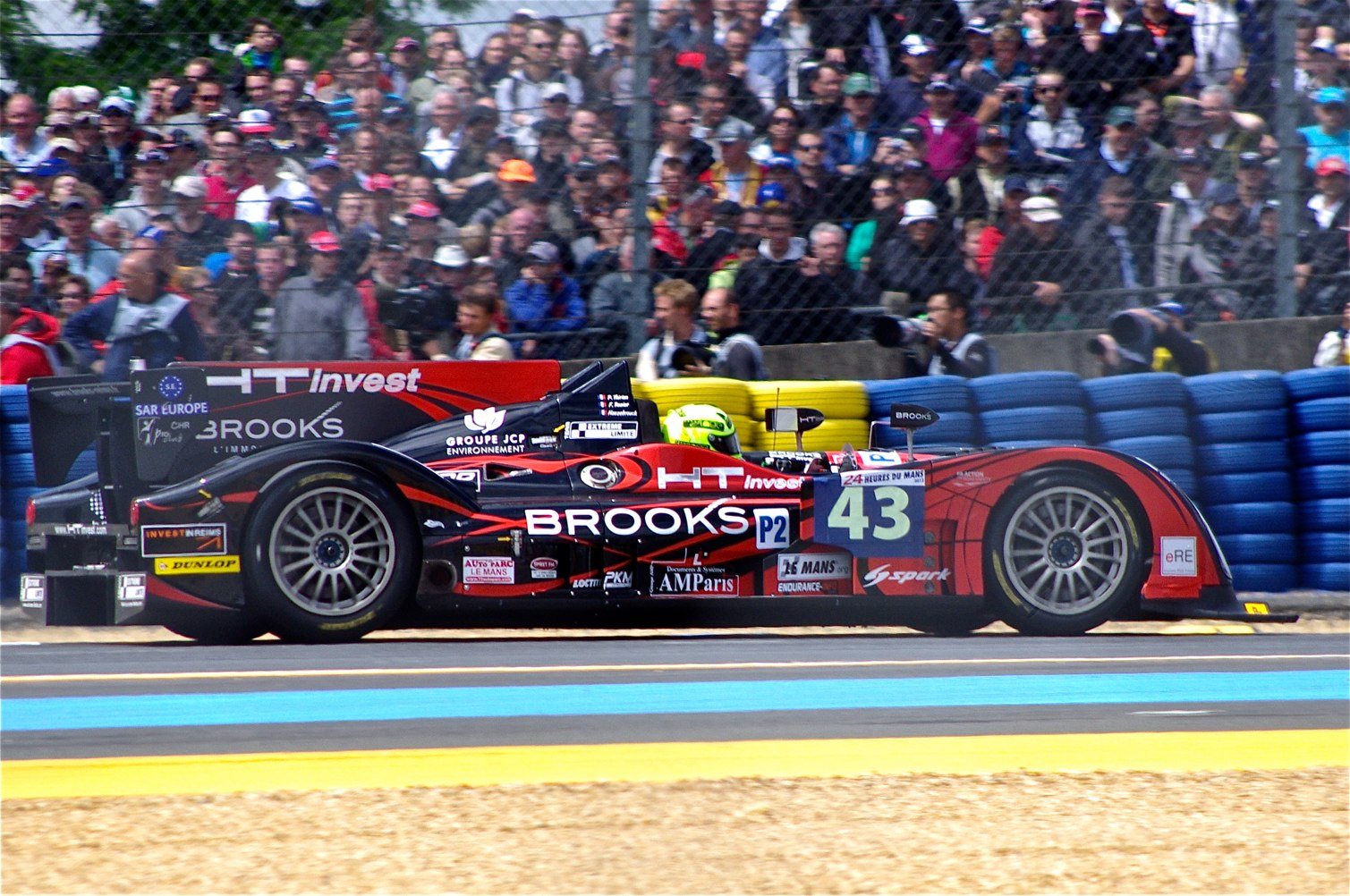
Norma M200P Judd a Le Mans 2012

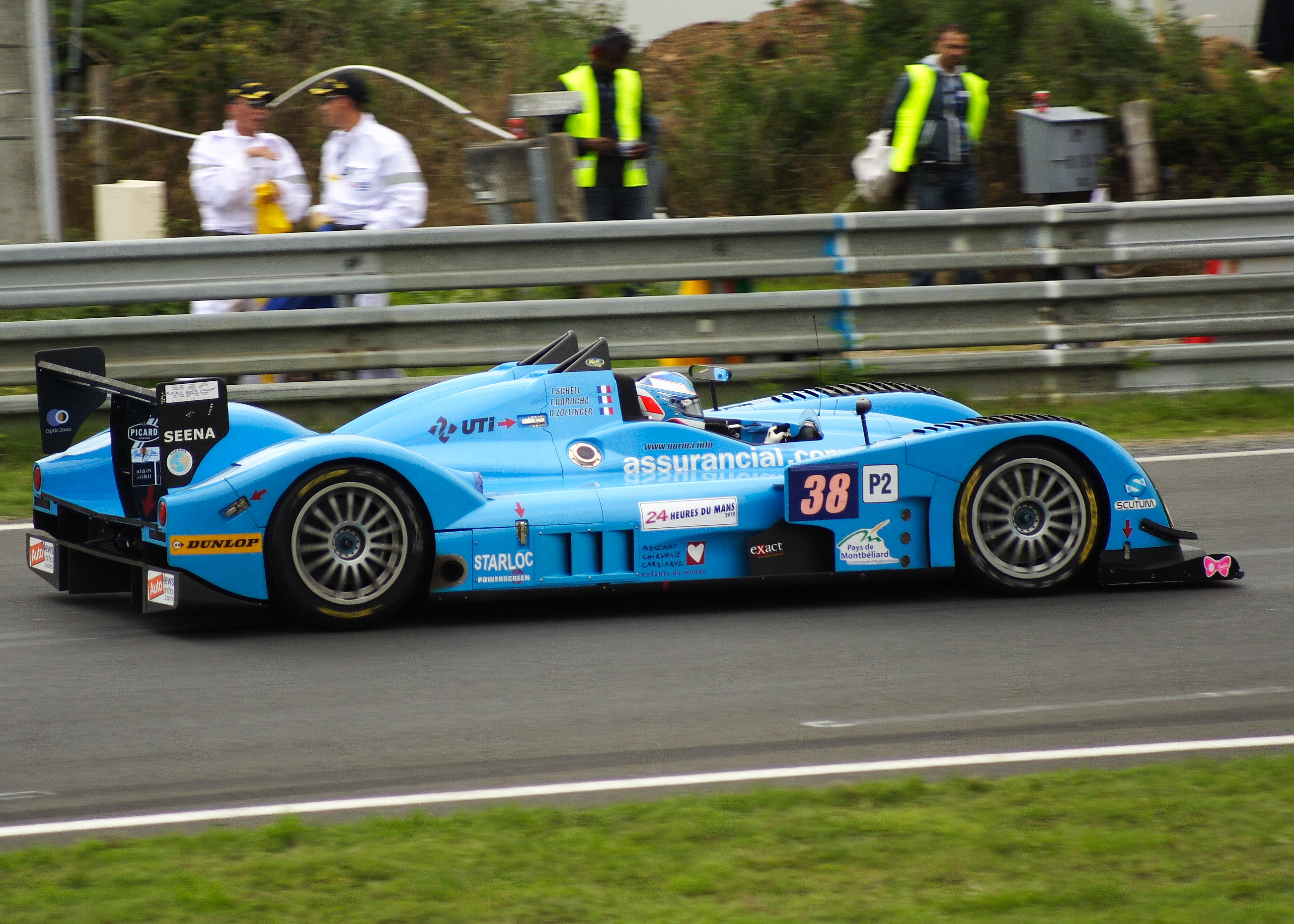
Norma M200P-Le Mans 2010

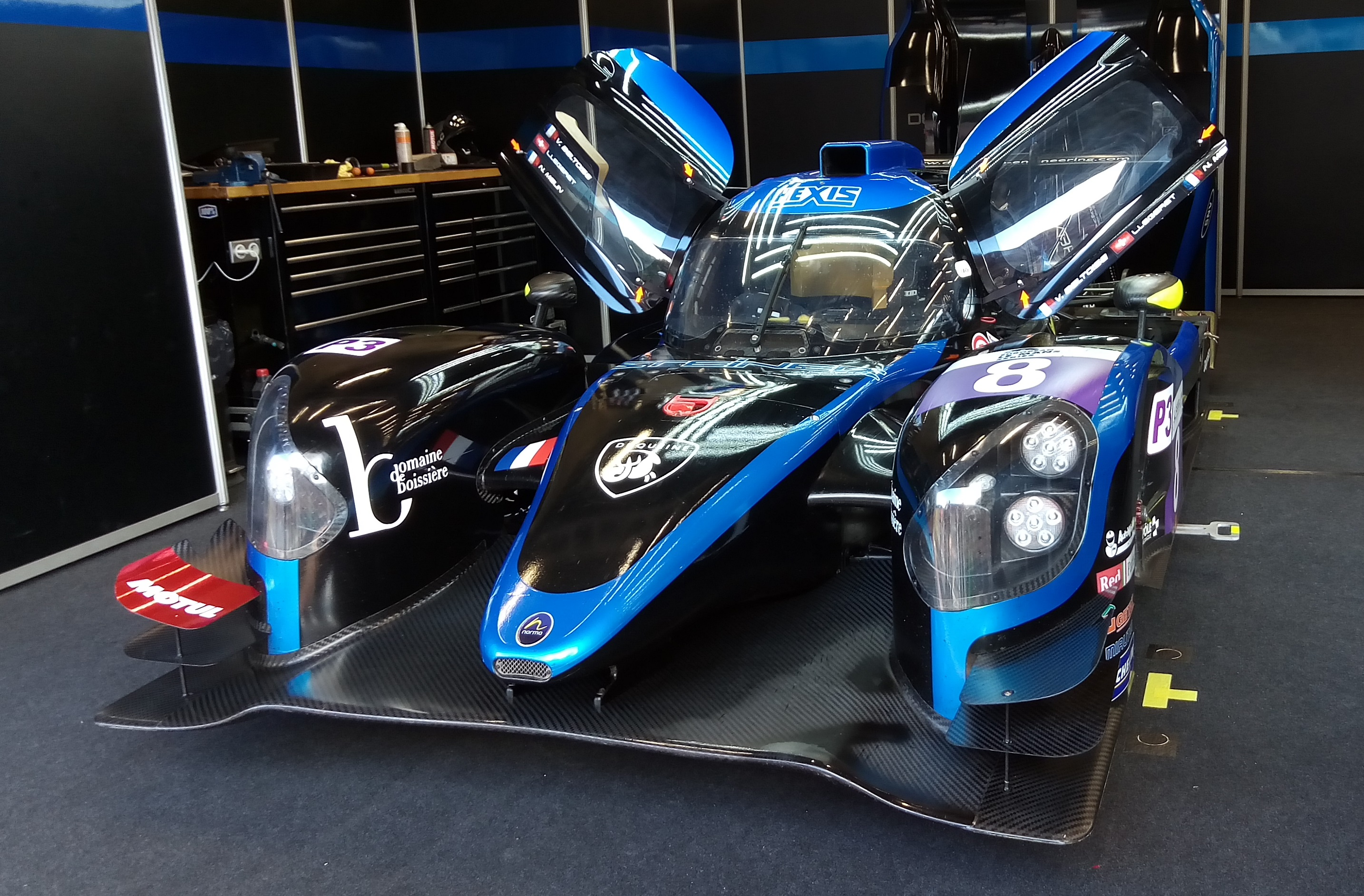
Team Duqueine categoria LMP3 Norma M30 ELMS 2017

## Palmarès
- Campionato europeo della montagna 2014,2015,2016 e 2017 vincitore Simone Faggioli su Norma M-20FC (CAT.2/Gr.E2SC)
- Campionato Italiano Velocità Montagna 2014,2015,2016 e 2017 vincitore Simone Faggioli su Norma M-20FC
- 24 Ore di Daytona  :

Quattro presenze tra il 1999 e il 2002
- Alfa Romeo Coupé[1]:

Campione nel 1991 con Marcel Tarrès 2
Vice-campione nel 1992 e nel 1994
- VdeV Campionato  :

Vincitore del Proto Endurance Challenge 2009, 2010
- Campionato francese Formula Renault

Partecipazione 1997-2001
- Championnat de France de la Montagne (campionato francese velocità montagna)

Partecipazione dalla nascita dell'azienda nel 1984
Diverse titoli.

### 24 ore di Le Mans
| Anno | Team                      | Piloti                | Vettura     | Motore              | Qualificazione | Risultato           |
| ---- | ------------------------- | --------------------- | ----------- | ------------------- | -------------- | ------------------- |
| 1990 | ASA Armagnac Bigorre      | Noël del Bello        | Norma M6    | MGN 3,5L W12        | DNQ            | DNA                 |
| 1990 | ASA Armagnac Bigorre      | Norbert Santos        | Norma M6    | MGN 3,5L W12        | DNQ            | DNA                 |
| 1990 | ASA Armagnac Bigorre      | Daniel Boccard        | Norma M6    | MGN 3,5L W12        | DNQ            | DNA                 |
| 1992 | Del Bello Racing          | Noël del Bello        | Norma M6    | Alfa Romeo V6       | DNA            | DNA                 |
| 1992 | Del Bello Racing          | Thierry Lecerf        | Norma M6    | Alfa Romeo V6       | DNA            | DNA                 |
| 1995 | Norma                     | Dominique Lacaud      | Norma M14   | Mader Buick 4,5L V6 | DNQ            | DNA                 |
| 1995 | Norma                     | Jean-Paul Libert      | Norma M14   | Mader Buick 4,5L V6 | DNQ            | DNA                 |
| 1995 | Norma                     | Pascal Dro            | Norma M14   | Mader Buick 4,5L V6 | DNQ            | DNA                 |
| 2001 | Sezio Florida Racing Team | Edouard Sezionale     | Norma M2000 | Mader BMW V8        | DNA            | DNA                 |
| 2001 | Sezio Florida Racing Team | Patrice Roussel       | Norma M2000 | Mader BMW V8        | DNA            | DNA                 |
| 2003 | Sezio Florida Racing Team | Patrice Roussel       | Norma M2000 | Ford 6L V8          | 36             | DNF Engine          |
| 2003 | Sezio Florida Racing Team | Edouard Sezionale     | Norma M2000 | Ford 6L V8          | 36             | DNF Engine          |
| 2003 | Sezio Florida Racing Team | Lucas Lasserre        | Norma M2000 | Ford 6L V8          | 36             | DNF Engine          |
| 2010 | Pegasus Racing            | Julien Schell         | Norma M200P | Judd DB 3,4L V8     | 28             | DNF Accident damage |
| 2010 | Pegasus Racing            | Frédéric da Rocha     | Norma M200P | Judd DB 3,4L V8     | 28             | DNF Accident damage |
| 2010 | Pegasus Racing            | David Zollinger       | Norma M200P | Judd DB 3,4L V8     | 28             | DNF Accident damage |
| 2011 | Extreme Limite AM Paris   | Fabien Rosier         | Norma M200P | Judd-BMW 4L V8      | 26             | 28                  |
| 2011 | Extreme Limite AM Paris   | Philippe Haezebrouck  | Norma M200P | Judd-BMW 4L V8      | 26             | 28                  |
| 2011 | Extreme Limite AM Paris   | Jean-René de Fournoux | Norma M200P | Judd-BMW 4L V8      | 26             | 28                  |
| 2012 | Extreme Limite AM Paris   | Fabien Rosier         | Norma M200P | Judd                | 33             | 29                  |
| 2012 | Extreme Limite AM Paris   | Philippe Haezebrouck  | Norma M200P | Judd                | 33             | 29                  |
| 2012 | Extreme Limite AM Paris   | Fabien Thirion        | Norma M200P | Judd                | 33             | 29                  |

## Modelli
°Norma M20F campionato VdeV 2010
- M4 (1984)
- M5 (1985)
- M6 (1990), con un motore W12
- M14 (1995)
- M18 (1999)
- M2000 (2000)
- M20 (2003)
- M200 (LMP2 2010) 4
- M20 FC (VdeV 2011) 5
- M30 (European Le Mans Series)